# Adolf von Baeyer
Johann Friedrich Wilhelm Adolf von Baeyer (Berlin, 1835. október 31. – Starnberg, 1917. augusztus 20.) német kémikus. 1905-ben kiérdemelte a kémiai Nobel-díjat „a szerves festékek és a hidroaromás vegyületek kutatásáért”.

## Tanulmányai
Adolf von Baeyer 1835. október 31-én született Berlinben Johann Jakob Baeyer és Eugenie Hitzig öt gyermeke közül a negyedikként. Apja alapította meg az európai földmérési rendszert, vezette a Porosz Királyi Geodéziai Intézetet és a porosz hadseregben altábornagy lett. Anyja a zsidó származású neves író, Julius Eduard Hitzig lánya volt, aki házassága előtt áttért az evangélikus hitre és korán elhunyt, 1839-ben hatodik gyermeke érkezésekor belehalt a szülésbe. Adolf kíváncsi, kísérletező kedvű gyerek volt. Nyolcévesen datolyamagvakat ültetett és tejjel, borral, illetve tintával öntözte őket. Ez a kísérlete nem sikerült, de tizenkét éves korában felfedezte a réz egy addig ismeretlen kettős sóját, a réz-dinátrium-karbonátot. A középiskolát a berlini Friedrich-Wilhelms Gymnasiumban végezte. 1853-ban a Humboldt Egyetemen kezdett el hallgatni matematikát és fizikát. Három szemeszter után letöltötte egyéves kötelező katonai szolgálatát és eközben rájött, hogy a kémia az élete. Visszatérte után Heidelbergben folytatta tanulmányait Robert Bunsen tanítványaként. Emellett August Kekulé laboratóriumában is dolgozott és 1858-ban a Humboldt Egyetemen megvédte doktori disszertációját, amelyet a metil-klorid és az arzén reakciótermékeiről írt.

## Munkássága

Az indigó szerkezeti képlete

Mivel Baeyer nem talált megfelelő állást, visszatért Kekuléhez, aki ekkor már a belgiumi Genti Egyetemen oktatott. Baeyer Gentben meghatározta a húgysav összetételét és javasolt rá egy szerkezeti képletet. Munkáját 1860-ban prezentálta Berlinben, ahol ekkor magántanári (Privatdozent) minőségben felvették az egyetem Iparakadémiájára (Gewerbe Akademie) a szerves kémia előadójaként. Bár fizetése alacsony volt, az egyetem nagy és jól felszerelt laboratóriumot bocsátott a rendelkezésére, ahol 1864-ben előállította a húgysavhoz hasonló barbitursavat, a gyógyszeriparban később nagy karriert befutott barbiturátok alapvegyületét. Baeyer 1865-ben hozzáfogott az indigófesték szerkezetének meghatározásához. A kék festékanyagot addig csak az Indiában termesztett növényből tudták kinyerni, így ára nagyon magas volt. A molekula igen komplex volt és Baeyer majdnem két évtizedig dolgozott rajta, míg végül 1883-ban végleges szerkezeti képletet sikerült összeállítania. Eközben 1866-ban docenssé lépett elő és még ebben az évben cinkpor segítségével sikerült az oxindolt indollá redukálnia. 1869-ben közölte a Baeyer–Emmerling indolszintézis módszerét.
1871-ben elfogadta az éppen német fennhatóság alá került Strassburgi Egyetem professzori állásajánlatát, és míg továbbra is kisérletezett az indigóval, más vegyületekkel is folytatta a kutatásokat. Kidolgozta a fenolftalein és fluoreszcein szintézisének módját.
1875-től a müncheni Lajos-Miksa Egyetemnek volt a kémiaprofesszora és itt is maradt egészen haláláig. Felépített egy kiváló laboratóriumot és ismét az indigóra koncentrált, melynek eredményeképpen 1882-ben közölte a vegyület Baeyer–Drewson-féle előállítási módját, a következő évben pedig teljes mértékben meghatározta a szerkezeti képletét. Baeyer csak az indigó laboratóriumbeli előállításásra törekedett – amely viszonylag egyszerű eljárásnak bizonyult – de munkája nyomán kidolgozták az ipari gyártás módszerét, amellyel 1897-től nagy mennyiségben lehetett előállítani ezt a festékanyagot. Emellett dolgozott az acetilénnel és a poliacetilénnel, ebből a munkájából következtette a széngyűrűkre vonatkozó Baeyer-féle feszülési elméletet. A későbbiekben kutatta a benzol szerkezetét, valamint a ciklikus terpéneket. 1899-ben publikálta a ciklikus ketonokra vonatkozó Baeyer-Villiger oxidációs elméletet. Feltűnést keltett a szerves peroxidokara és az oxóniumvegyületekre vonatkozó munkája.
1900-től a trifenilmetánra terelődött a figyelme és kidolgozott egy új elméletet a szerves pigmentek szerkezetéről. Munkája segített megérteni a szerves anyagok optikai tulajdonságai és szerkezetük közötti összefüggést.
Baeyer szinte haláláig folytatta munkáját az egyetemen és őt tekintették az ország legjobb kémiaprofesszorának, élete során tanárként legalább ötven olyan tanítványt nevelt ki, akik maguk is később akadémikusok lettek.

## Díjai, elismerései
- 1881 Davy-érem (Royal Society)

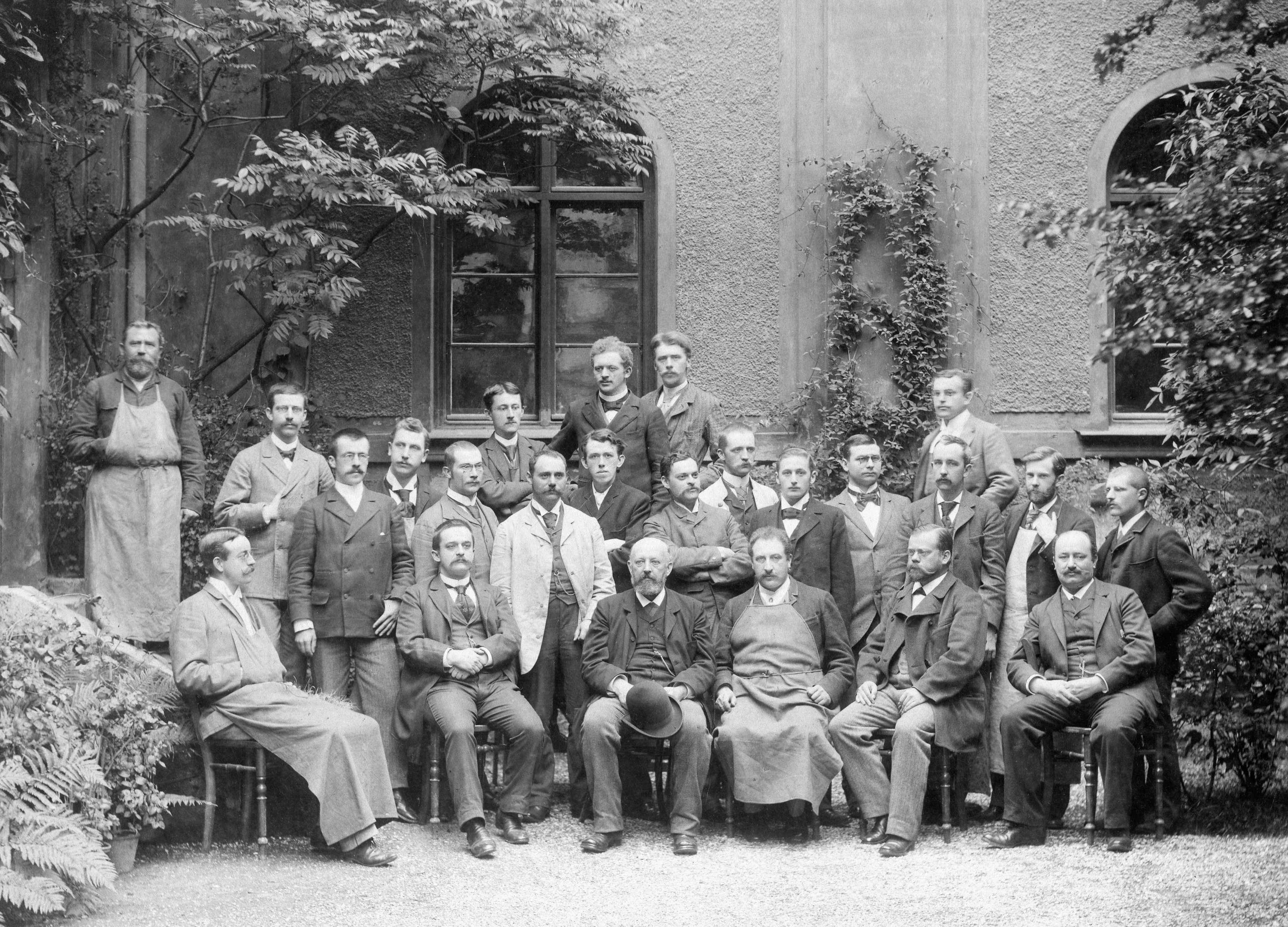
A Müncheni Egyetem kémiai laboratóriumának munkatársai 1893-ban. Von Baeyer elöl, középen látható.

- 1891 Bajor Miksa Tudományos és Művészeti Érdemrend
- 1895 Pour le Mérite
- 1903 Liebig-emlékérem (Német Kémiai Társaság)
- 1905 Kémiai Nobel-díj

1884-ben tiszteletbeli tagjává választotta az Amerikai Művészeti és Tudományos Akadémia. II. Lajos bajor király a tudós 50. születésnapján örökletes nemesi címet adományozott neki. A Német Kémiai Társaság 1910-ben, 75. születésnapján megalapította az Adolf von Baeyer-emlékérmet, amelyet ma is kétévente kiosztanak.

## Családja
Adolf Baeyer 1868-ban vette feleségül Adelheid (Lida) Bendemannt. Négy gyerekük született: Eugenie, Franz, Hans és Otto von Baeyer. Eugenie apja egyik tanítványához, a neves vegyész Oskar Pilotyhoz ment feleségül. Franz tíz évesen meghalt. Hans az ortopédia professzora volt, akit a nácik 1933-ban zsidó származása miatt elüldöztek állásából. Otto von Baeyer a Berlini Mezőgazdasági Egyetemen tanított fizikát.
Adolf von Baeyer 1917. augusztus 20-án halt meg a Starnbergi-tó melletti nyaralójában, agyvérzés következtében.